# Milbertshofen (Vierkirchen)
Milbertshofen ist ein Ortsteil der Gemeinde Vierkirchen im oberbayerischen Landkreis Dachau.

## Lage
Der Weiler liegt südöstlich des Kernortes Vierkirchen an der Kreisstraße DAH 4. Am südöstlichen Ortsrand hat der Viehbach seine Quelle. Die Bundesstraße 13 verläuft östlich.
Im Ort gibt es fünf Bauernhöfe.

## Geschichte
Der Ort wird erstmals 783 als „Muniperhteshofun“ genannt. Im späten Mittelalter und danach entrichteten die großen Höfe ihren Zehnten an das Heilig-Geist-Spital in München und das Domcapitel Freising.